# Jakub Wójcicki
Jakub Wójcicki (ur. 9 lipca 1988 w Warszawie) – polski piłkarz, występujący na pozycji obrońcy w KTS Weszło.

## Kariera klubowa

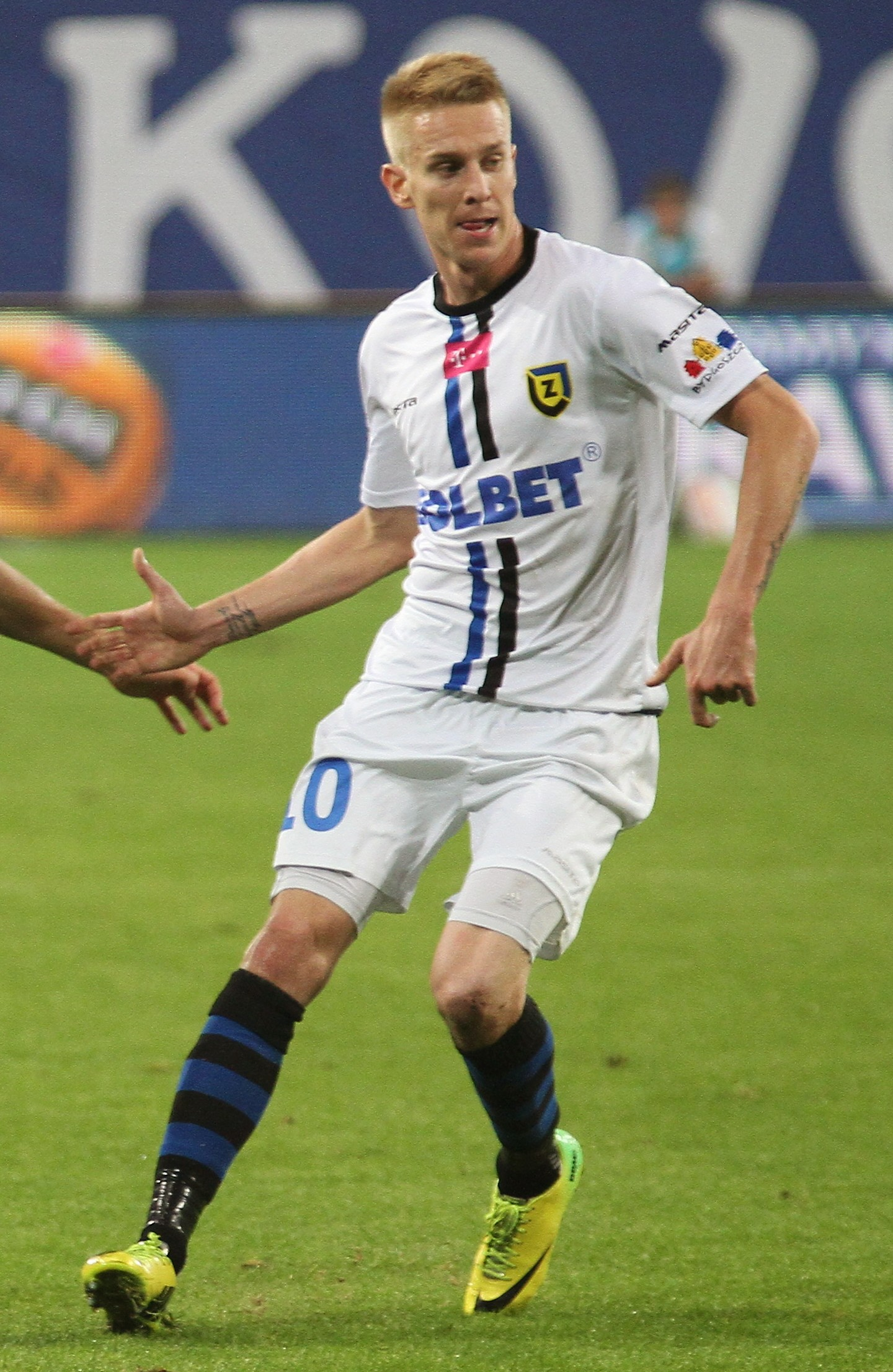
Wójcicki w 2014

Wychowanek Znicza Pruszków, skąd latem 2006 trafił do Anprelu Nowa Wieś. Pół roku później przeszedł do Piasta Piastów, by w 2008 podpisać kontrakt z GLKS-em Nadrzyn. W 2010 został zawodnikiem Zawiszy Bydgoszcz, gdzie przez pięć lat był podstawowym zawodnikiem, grając głównie jako napastnik lub ofensywny skrzydłowy.
Następnie, występował w Cracovii, Jagiellonii Białystok i Zagłębiu Lubin. 21 października 2022 został piłkarzem II-ligowego Znicza Pruszków.

## Statystyki

### Klubowe
(aktualne na dzień 9 maja 2018)
| Klub                  | Sezon              | Liga               | Liga | Liga | Puchar krajowy | Puchar krajowy | Europa | Europa | Inne | Inne | Suma | Suma |
| Klub                  | Sezon              | Liga               | M.   | Br.  | M.             | Br.            | M.     | Br.    | M.   | Br.  | M.   | Br.  |
| --------------------- | ------------------ | ------------------ | ---- | ---- | -------------- | -------------- | ------ | ------ | ---- | ---- | ---- | ---- |
| GLKS Nadarzyn         | 2008/09            | III liga           | 28   | 6    | 0              | 0              | –      | –      | 2    | 0    | 30   | 6    |
| GLKS Nadarzyn         | 2009/10            | III liga           | 27   | 10   | 0              | 0              | –      | –      | –    | –    | 27   | 10   |
| GLKS Nadarzyn         | 2010/11            | II liga            | 1    | 0    | 0              | 0              | –      | –      | –    | –    | 1    | 0    |
| GLKS Nadarzyn         | Ogólnie            | Ogólnie            | 56   | 16   | 0              | 0              | 0      | 0      | 2    | 0    | 58   | 16   |
| Zawisza Bydgoszcz     | 2010/11            | II liga            | 29   | 3    | 1              | 0              | –      | –      | –    | –    | 30   | 3    |
| Zawisza Bydgoszcz     | 2011/12            | I liga             | 30   | 6    | 2              | 0              | –      | –      | –    | –    | 32   | 6    |
| Zawisza Bydgoszcz     | 2012/13            | I liga             | 29   | 5    | 2              | 0              | –      | –      | –    | –    | 31   | 5    |
| Zawisza Bydgoszcz     | 2013/14            | Ekstraklasa        | 37   | 2    | 8              | 1              | –      | –      | –    | –    | 45   | 3    |
| Zawisza Bydgoszcz     | 2014/15            | Ekstraklasa        | 36   | 1    | 1              | 0              | 2      | 0      | 1    | 0    | 40   | 1    |
| Zawisza Bydgoszcz     | Ogólnie            | Ogólnie            | 161  | 17   | 14             | 1              | 2      | 0      | 1    | 0    | 178  | 18   |
| Cracovia              | 2015/16            | Ekstraklasa        | 30   | 1    | 2              | 0              | –      | –      | –    | –    | 32   | 1    |
| Cracovia              | 2016/17            | Ekstraklasa        | 32   | 1    | 0              | 0              | 2      | 0      | –    | –    | 34   | 1    |
| Cracovia              | 2017/18            | Ekstraklasa        | 18   | 0    | 2              | 0              | –      | –      | –    | –    | 20   | 0    |
| Cracovia              | Ogólnie            | Ogólnie            | 80   | 2    | 4              | 0              | 2      | 0      | 0    | 0    | 86   | 2    |
| Jagiellonia Białystok | 2017/18            | Ekstraklasa        | 7    | 1    | 0              | 0              | –      | –      | –    | –    | 7    | 1    |
| Ogólnie w karierze    | Ogólnie w karierze | Ogólnie w karierze | 304  | 36   | 18             | 1              | 4      | 0      | 3    | 0    | 331  | 37   |

## Sukcesy

### Zawisza Bydgoszcz
- Mistrzostwo I ligi: 2012/2013
- Puchar Polski: 2013/2014
- Superpuchar Polski: 2014